# Целиоксисы
Целиоксисы (лат. Coelioxys) — один из крупнейших родов пчёл, включающий более 480 видов из семейства Megachilidae.

## Описание
Гнездовые клептопаразиты пчёл рода Megachile. Самки с сильно вытянутой и заострённой вершиной брюшка.

## Классификация
В мировой фауне более 480 видов, из которых 236 неотропические. Относится к трибе Megachilini и подсемейству Megachilinae.

### Подрода
- Acrocoelioxys Mitchell, 1973[3]
- Allocoelioxys Tkalcu, 1974
- Boreocoelioxys Mitchell, 1973
- Cyrtocoelioxys Mitchell, 1973 — 73 вида[2]
- Glyptocoelioxys Mitchell, 1973
- Haplocoelioxys Mitchell, 1973
- Liothyrapis Cockerell, 1911
- Neocoelioxys Mitchell, 1973
- Platycoelioxys Mitchell, 1973[4]
- Rhinocoelioxys Mitchell, 1973[4]
- Synocoelioxys Mitchell, 1973
- Torridapis Pasteels, 1977
- Xerocoelioxys Mitchell, 1973

## Виды Европы
В Европе около 30 видов.
- Coelioxys afra Lepeletier, 1841
- Coelioxys alata Förster, 1853
- Coelioxys aurolimbata Förster, 1853
- Coelioxys brevis Eversmann, 1852
- Coelioxys caudata Spinola, 1838
- Coelioxys conoidea Illiger, 1806
- Coelioxys echinata Förster, 1853
- Coelioxys elongata Lepeletier, 1841
- Coelioxys emarginata Förster, 1853
- Coelioxys haemorrhoa Förster, 1853
- Coelioxys inermis Kirby, 1802
- Coelioxys lanceolata Nylander, 1852
- Coelioxys mandibularis Nylander, 1848
- Coelioxys obtusa Pérez, 1884
- Coelioxys polycentris Förster, 1853
- Coelioxys quadridentata (Linnaeus, 1758)
- Coelioxys rufescens Lepeletier, 1825